# Les Trois-Îlets
Les Trois-Îlets är en ort och kommun i det franska departementet Martinique i Västindien.
Joséphine de Beauharnais, gift med Napoleon, föddes i Les Trois-Îlets.